# Утай I
Утай I — король Камбоджи (1695—1696). Правил под именами Удаяраджа II (санскр. Udayaraja II) или Утайреатеа II, а также Нарайрамадипати I (санскр. Narairamadipati I).
Полное тронное имя — Брхат Пада Самдач Сдач Брхат Раджанкария Брхат Нараяна Рамадипати Брхат Удаяраджа Парама Бупати (санскр. Brhat Pada Samdach Sdach Brhat Rajankariya Brhat Narayana Ramadipati Brhat Udayaraja Parama Bupati).

## Биография
Родился в 1672 году, был сыном короля Каэва Хуа II. В 1690 году получил титул Брхат Анга Удая (санскр. Brhat Anga Udaya). Взошел на престол в 1695 году после отречения своего дяди Чея Четты IV. Правил в течение десяти месяцев, внезапно скончался в 1696 году. После этого Четта IV вернул себе престол.

## Потомки
- Анг Тонг